# Luigi Malice

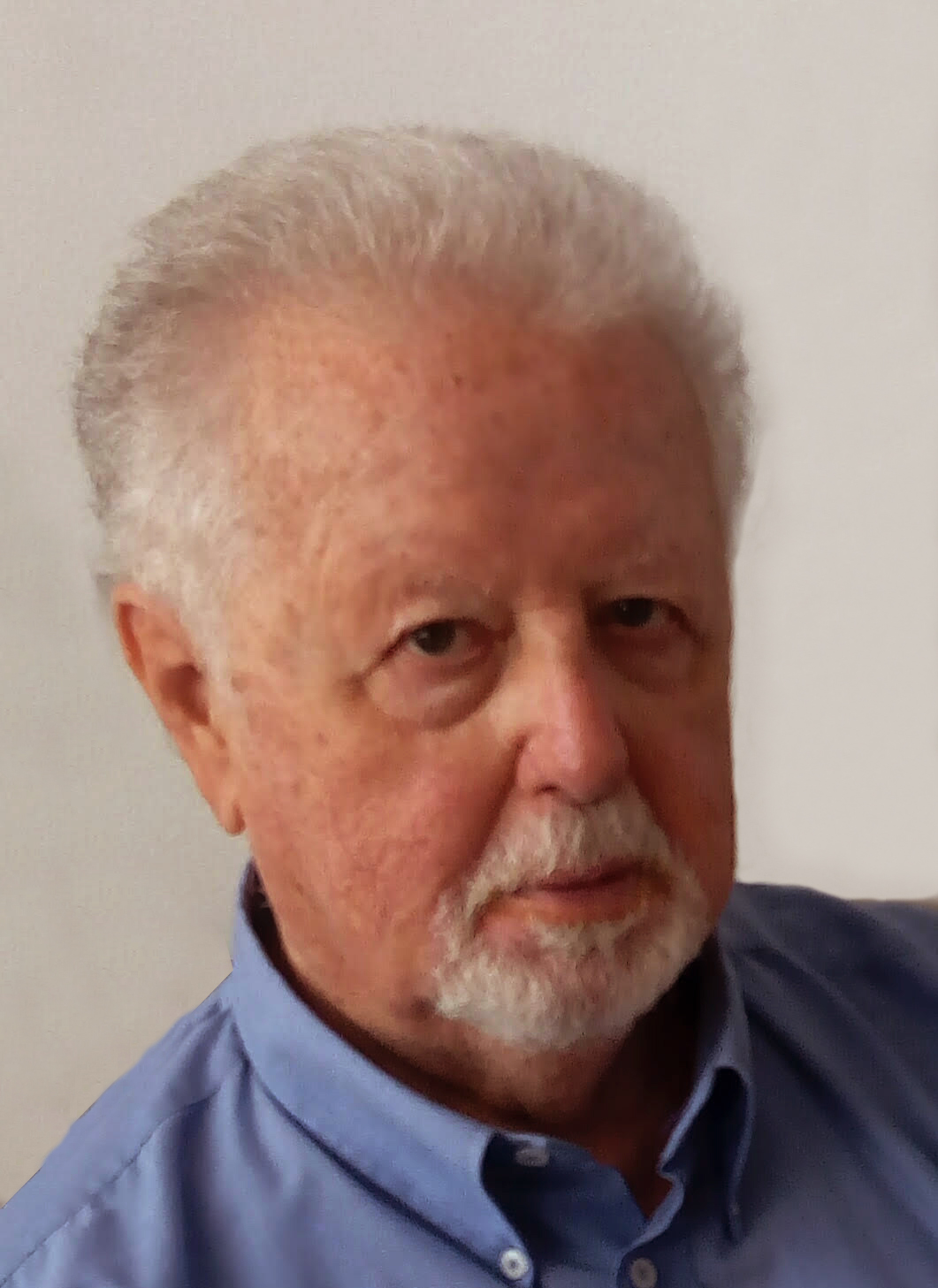
Luigi Malice

Luigi Malice (* 1937 in Neapel, Italien) ist ein italienischer Avantgardekünstler.

## Leben
Malice war Schüler in der Akademie der schönen Künste in Neapel und besuchte dort Kurse von Emilio Notte.  von großer Bedeutung. Seine malerischen Anfänge 1960 lassen einen figurativen Aufbau erkennen, der von der Richtung Novecento beeinflusst zu sein scheint. In dieser Zeit war der Einfluss von Malern wie Striccoli, Chiancone und Brancaccio. Zu Beginn der 1960er-Jahre kam Malice der Informellen Kunst näher, mit Vorliebe zum „materiellen“ Aspekt, die er von Domenico Spinosa abschaute.
1963 zog Malice nach Kalabrien.
In den Werken dieser Jahre, wie Giorgio Di Genova bemerkt, wechseln sich „konstruktivistische Tendenz und lyrische Hingabe“ ab; manchmal treten sie in Kontrast mit expressionistischen „Ausstoßungen“ und werden durch chromatischen Anhäufungen gelöst, die teilweise an atmosphärischen Phänomenen oder an Luftbewegungen erinnern, und teilweise durch implosive Konzentrationen von Farben zur Materie werden. In all diesen Lösungen vermischen sich die beiden Seiten des Informellen, die „Abstraction lyrique“ und der „abstrakte Expressionismus“.
Ab 1968 bestanden Malice künstlerische Interessen nicht mehr aus dem Kontrast zwischen Licht und Farbe, sondern aus Licht und Schatten. Diese neue Form der Kunst, „Topological Art“, kurz „Top Art“ genannt, lebt von den Effekten, die die Modulation des Schattens auf den Oberflächen ausübt, durch die Anwendung von modellierten, mehrschichtigen Holzgerüsten, welche mit einem (meistens) weißen, wachstuchartigen Leintuch plastisch bedeckt werden.
Malices Top Art ist das Ergebnis einer persönlichen Beobachtung der zeitgenössischen fotokinetisch-visuellen Recherchen in Europa. Einerseits schaute er sich von der Schaffung der geformten Leinwände der Minimalisten (Künstler wie Enrico Castellani, Agostino Bonalumi oder Simeti) ab, anderseits orientierte er sich an den Original-Werken des apulischen Künstlers Pino Pascali. In Malices geformten Leintüchern zeigten sich die Verknüpfung von wesentlichen Formen (wie Kreisen, Sinuslinien usw.) und meistens anthropomorphen Silhouetten.
Diese Phase dauerte fast 20 Jahre lang bis Mitte der 1980er Jahre.  Danach widmete sich Malice wieder der Malerei und begann die Ära der „Neu-Informalen Zeit“, die noch heute aktuell ist.
Bis 2007 war Luigi Malice Dozent an der Akademie der Kunst in Reggio Calabria, von 1984 bis 1989 deren Direktor.
Zu seinen wichtigsten Ausstellungen gehören die im Palazzo Reale in Neapel im Dezember 1992 und die anthologische Ausstellung in Reggio Calabria, „Luigi Malice. Percorsi della Memoria. 1959 – 1999“, sowie die beiden Ausstellungen in Bayswater (bei der „DOC Art Gallery“) und in Perth („Artage Gallery“) während seines Aufenthaltes in West-Australien im vergangenen März, bei einem italienisch-australischen Kulturaustausch. Im Februar 2011 wurde Malices Teilnahme an der 54. Ausstellung der Biennale von Venedig von Kritiker Giorgio di Genova empfohlen.

## Werke
- Genesi (Paternò, Museum der Modernen Kunst) 1988
- Nascita (Ponza, Museum der zeitgenössischen Kunst) 1985
- Metamorfosi (Cento, Museum D'arte G. Bargellini) 1979, Wachstuch auf geformtem Brett[6]
- Icaro (Altomonte, Stadtmuseum)
- Essere non essere (Crotone, Museum der Modernen Kunst)
- Annunciazione (Rende, Museum für Dauerausstellungen aus dem 19. und 20. Jahrhundert), 1981
- Profili nella scacchiera (Casoria, Contemporary Art Museum), 1970, Wachstuch auf geformtem Brett
- Trasfigurazione (Gaeta, Zivile Pinakothek der zeitgenössischen Kunst), 1988

## Ausstellungen
Einzelausstellungen
- 1967: Kunstgalerie Flaccovio, Palermo
- 1967: Kunstgalerie Santo Stefano, Venedig
- 1968: Coliseum, New York
- 1971: Kunstgalerie La Vernice, Reggio Calabria
- 1984: Kunstgalerie Studio Palazzi, Mailand
- 1987: Kunstgalerie L.A.V., Reggio Calabria
- 1987: Kunstzentrum L’Ariete, Neapel
- 1990: Evocazioni Informali, Französisches Institut Le Grenoble, Neapel
- 1990: Evocazioni informali, Florenz, Carmignano, Sesto Fiorentino
- 1992: Wege 1965–1992, Palazzo Reale Neapel
- 1999: Luigi Malice. Wege der Erinnerung, 1959–1999 Kunstakademie Reggio Calabria
- 2002: Malice, Kunstgalerie Arte & Società, Catanzaro
- 2003: Ausstellungsraum Top Art, VI. Biennale der zeitgenössischen Kunst, Monterosso Calabro, Vibo Valentia
- 2004: Doc Art Gallery, Bayswater, Australien
- 2004: Continuità & contamin-azioni/Continuity & contanin-action, Artrage Gallery, Perth, Australien
- 2004–2005: Luigi & Filippo Malice. Zwei Generationen im Vergleich, Brancaleone, Reggio Calabria
- 2005: Luigi Malice. Werke 1990–2004, Reggio Calabria